# Religieuses abusées, l'autre scandale de l'Église
Pour plus de détails, voir Fiche technique et Distribution.
Religieuses abusées, l’autre scandale de l’Église est un documentaire français réalisé par Éric Quintin et Marie-Pierre Raimbault en collaboration avec Elizabeth Drevillon et produit par Éric Colomer. Le film, projeté pour la première fois sur Arte le 5 mars 2019 et vu ce jour-là par 1,5 million de téléspectateurs en France, traite des violences sexuelles commises par des religieux contre des religieuses et des tentatives de l'Église catholique pour dissimuler ces actes.

## Synopsis
Le film, basé sur deux années d'enquête,, montre que des moniales du monde entier ont été et sont victimes d'abus sexuels de la part de supérieurs hiérarchiques,. Le cas des pères Thomas Philippe (cofondateur de la communauté de l’Arche) et Marie-Dominique Philippe, son frère (fondateur de la communauté Saint-Jean), qui ont violé des religieuses pendant des décennies sans l'intervention de l'Église, est central dans le documentaire.
Le documentaire décrit comment, dans certaines structures, des religieuses étaient « vendues » à des prêtres par leur supérieure. Il met en exergue un pays d'Afrique, qui n'est pas nommé, où une trentaine de religieuses ont été violées. Les auteurs précisent qu'il ne s'agit pas d'un cas isolé et que les mêmes pratiques se retrouvent sur l'ensemble des continents. Selon les auteurs, ces abus sexuels ont été particulièrement fréquents au cours des années 1980 et 1990, autrement dit les « années sida » : craignant de contracter le virus auprès des prostituées, ces prêtres violeurs avaient recours à ces religieuses, considérées a priori comme « saines ».
Cathy évoque les agressions sexuelles par le prêtre Marie-Olivier Rabany dans une école de vie près de Loches : « Il faisait des gestes, d’abord sur le pull, puis en-dessous, de façon très progressive. Jusqu’à donner des baisers langoureux, passionnés ». Elle met des années pour rompre cette emprise. Michèle-France abusée pendant 25 ans, témoigne : « Il pratiquait le cunnilingus, moi des fellations. Ce n’était pas très ragoûtant, il était âgé et ne sentait pas très bon. Mais je prenais ça comme un exercice de pénitence ».
Si une femme tombe enceinte plusieurs solutions peuvent être mise en œuvre. Elle est rejetée de la communauté et doit partir, elle est incitée à avorter ou à abandonner son enfant.
Christian Terras, directeur du magazine chrétien Golias est un des témoins du documentaire.
Le documentaire reproche à Jean-Paul II d’avoir minimisé systématiquement les accusations.

## Contexte
Dans les années 1990, plusieurs moniales avaient déjà attiré l'attention sur les abus sexuels généralisés dans les monastères africains, dont Maura O’Donohue qui, en 1994, avait envoyé à Rome un rapport sur des cas dans 23 pays. Ce rapport n'a été publié qu'en 2001 par le National Catholic Reporter. En 2018, le pape François admet pourtant que « des prêtres se sont servis de religieuses comme esclaves sexuelles »,. Les cinéastes ont tenté d'organiser une rencontre entre deux protagonistes du film et le pape François, mais le Vatican n'offrant qu'une audience privée, sans témoins, les femmes concernées ont rejeté cette rencontre.

## Ordonnance restrictive
Le 20 avril 2019, à la suite de la plainte en référé d’un prêtre allemand identifiable dans le documentaire, le tribunal d’instance de Hambourg rend une injonction temporaire interdisant au radiodiffuseur Arte de continuer à diffuser le documentaire. Le porte-parole de la famille spirituelle « Das Werk » de Brégence, le père Georg Gantioler, a déclaré à la demande de l'Agence de presse catholique qu'un avocat de la communauté avait obtenu une injonction contre Arte TV, la Frankfurter Allgemeine Zeitung et Deutschlandfunk,.
En mars 2022, le documentaire est de retour sur la plateforme allemande d'Arte.

## Distinctions
Le documentaire reçoit le prix SCAM de l'investigation lors du FIGRA 2020.